# Yvonne Magwas
Yvonne Magwas (Rodewisch, 28 novembre 1979) è una politica tedesca, esponente dell'Unione Cristiana Democratica (CDU) e membro del Bundestag tedesco sin dal 2013. Dall'ottobre 2021 ne è Vice Presidente.

## Biografia
Yvonne Magwas nata a Rodewisch, nella Repubblica Democratica Tedesca, è cresciuta nelle città di Falkenstein e Auerbach, nel Vogtland, dove si è diplomata al Goethe-Gymnasium di Falkenstein nel 1998. Dal 1999 al 2006 ha studiato sociologia, psicologia e economia aziendale presso la Chemnitz University of Technology, laureandosi in sociologia.
Durante i suoi studi, Magwas ha avviato, insieme ad altri studenti, un'azienda abbinando candidati con tirocini pertinenti e svolgendo indagini nel campo delle risorse umane e dello sviluppo organizzativo. Inoltre, dal 2005 al 2013,  ha agito come capo dello staff del membro del Bundestag tedesco Robert Hochbaum.

## Carriera politica
Magwas è entrata a far parte della Junge Union, ovvero l'organizzazione giovanile della CDU ed è diventata membro del partito nel 2001. È stata presidente distrettuale della Junge Union Vogtland (2001 -2006) e membro del consiglio della Junge Union in Sassonia (2003-2008). Dal 2008 è vicepresidente distrettuale della CDU Vogtland.
Nel 2003 Magwas è stata eletta consigliere ad Auerbach e consigliere distrettuale nel distretto di Vogtland, ed ha esercitato queste funzioni rispettivamente fino al 2009 e al 2005.
Nelle elezioni federali del 2013, Magwas è stata eletta nel Bundestag tedesco, dove è diventata membro della commissione per l'ambiente, la conservazione della natura, l'edilizia e la sicurezza nucleare e della commissione per la cultura e i media e ha agito come relatrice dell'ex commissione su polizza locativa, abitativa e urbanistica. Dal 2018 fa parte della commissione per l'istruzione, la ricerca e la valutazione tecnologica.

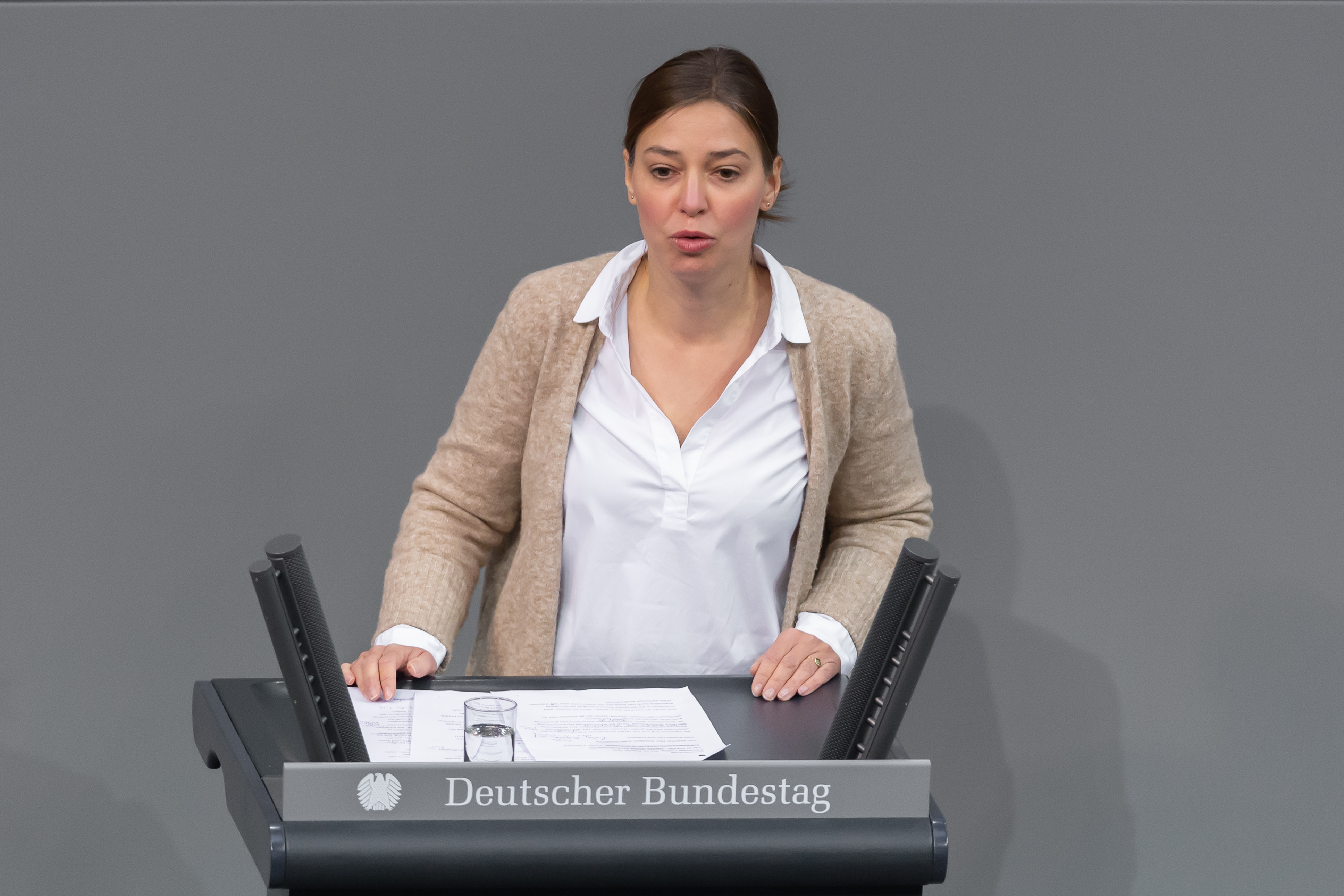
Yvonne Magwas al Bundestag nel 2020

In vista delle elezioni per la leadership della CDU nel 2018, Magwas ha pubblicamente approvato Annegret Kramp-Karrenbauer per succedere ad Angela Merkel come presidente del partito. Nel 2019, si è unita a 14 membri del suo gruppo parlamentare che, in una lettera aperta, hanno chiesto al partito di unirsi alla Merkel e Kramp-Karrenbauer di fronte alle critiche espresse dai conservatori Friedrich Merz e Roland Koch.
Nel 2020, Magwas è stata una delle forze trainanti dietro i piani per l'introduzione di una quota obbligatoria volta a ottenere una rappresentanza paritaria delle donne all'interno degli organi di governo regionali e nazionali della CDU entro il 2025.
Durante la pandemia di COVID-19 in Germania, Magwas ha co-presieduto – insieme a Silvia Breher, Tobias Hans, Hendrik Hoppenstedt e Paul Ziemiak  – la prima convention nazionale digitale della CDU nel 2021.
Il 26 ottobre 2021 è stata eletta Vice Presidente del Bundestag con 600 voti nella sessione costitutiva del 20° Bundestag tedesco su proposta del gruppo parlamentare CDU/CSU.

## Vita privata
Dal 2018 Magwas ha una relazione con il politico della CDU Marco Wanderwitz, con il quale ha avuto un figlio nel 2019.